# Condeau
Condeau foi uma comuna francesa na região administrativa da Normandia, no departamento Orne. Estendia-se por uma área de 15,38 km². Em 2010 a comuna tinha 415 habitantes (densidade: 27 hab./km²).
Em 1 de janeiro de 2016, passou a formar parte da nova comuna de Sablons sur Huisne.